# غلام‌جان عبدالله‌یف
غلام‌جان عبدالله‌یف (به انگلیسی: Oscar Tigreros؛ زادهٔ ۱۱ نوامبر ۱۹۹۸) یک کشتی‌گیر آزادکار اهل ازبکستان است. وی سابقه حضور در المپیک ۲۰۲۰ توکیو را دارد.
از افتخارات وی می‌توان به‌ کسب مدال برنز بازی‌های المپیک ۲۰۲۴ پاریس اشاره کرد.

## فعالیت حرفه‌ای

### المپیک ۲۰۲۴ پاریس
عبدالله‌یف در وزن ۵۷ کیلوگرم کشتی آزاد المپیک ۲۰۲۴ پاریس حاضر بود که در کشتی های اول و دوم علی عباس رضازاده از آذربایجان و آرسن هاروتیونیان از ارمنستان را شکست داد اما در نیمه نهایی به اسپنسر لی از آمریکا باخت و به دیدار رده‌بندی رفت. وی در دیدار رده‌بندی بکزات آلماز اولو از قرقیزستان را شکست داد و مدال برنز را بدست آورد.